# 나가 (눈물을 마시는 새)
나가는 작가 이영도의 소설 《눈물을 마시는 새》, 《피를 마시는 새》에서 등장하는 네 종족 중의 하나이다. 발자국 없는 여신의 선민 종족이다.

## 외형
- 인간과 비슷한 체격과 체형을 가진 냉혈동물인 사람
- 몸 전체가 비늘로 덮여 있다.
- 냉혈동물이다.
  - 체온 조절 기능이 없다.
- 다른 동물과 세상의 열을 시각적으로 본다.
  - 달빛에 편지를 읽는 장면이 묘사되는 것을 보아 시각화하는 다른 방식도 있을지 모른다.
- 귀가 있지만 청각은 거의 사용하지 않는다.
- 꼬리가 없다.
- 보온이 목적이 아닌 치장을 위한 의복이 발달했다.
  - 한계선을 넘은 북부에서는 물론 방한복을 비롯한 보온재를 많이 사용한다.
- 뱀과 비슷한 이미지로 주로 묘사된다.

### 특징
- 성대와 귀가 있지만 거의 사용하지 않고 일종의 텔레파시인 니름으로 대화한다.
- 일정 기간마다 허물을 벗어 외모로 나이를 짐작하기는 힘들다.
- 살아있는 동물을 그대로 삼킨다. 한끼 식사로 몇 주를 버틸 수 있다.
- 은색의 불투명한 눈물을 흘려서 울 때 시야가 가려진다.
- 소드락이라는 붉은 알약을 먹고 17분 간 초인적인 능력을 발휘할 수 있다.
- 심장적출식을 통해 심장을 적출하면 반불사 상태가 된다.
  - 심장탑에 가서 심장을 적출하여 심장병에 담는다.
  - 이를 통해 나가는 불사에 가까운 재생력을 얻게 된다.
- 반불사 상태이며 밀림에서 활동하는 덕에 민첩하고 활동 능력이 좋다.
- 계산적이고 이성적이다.
- 몸 안에 알을 품는 방식의 난태생을 하는 듯 하다.
- 글이나 그림보다 춤이 발달했다. 춤채라는 (열이 있는) 뜨거운 금속막대를 들고 춤을 춘다.
- 같은 이유로 글이나 그림보다 조각 같은 공예를 더 즐긴다.

## 문화
- 모계 중심으로 가문을 이룬다.
  - 가문은 여성나가들과 심장적출 전의 어린 남성 나가로 이루어져 있다.
  - 가문의 모든 나가는 가주의 자식으로 여겨진다.
- 심장탑을 지키는 수호자는 출가한 남성 중심으로 이루어져 있다.
- 언어와 문자는 다른 종족과 같이 쓴다.
- 쇼자인-테-쉬크톨
  - 범죄자의 가문 사람에게 범죄자를 직접 죽이도록 하는 나가 특유의 형벌
  - 쇼자인 테 쉬크톨이 선언되면 범죄자와 형벌자 중 하나가 죽을 때까지 취소되지 않는다.
  - 복수권, 암살자 지명권으로도 불린다.
  - 쉬크톨이라는 날카로운 검이 지급되고, 쇼자인 테 쉬크톨이 끝나면 쉬크톨을 부러뜨린다.

## 이외 설정
- 한계선
  - 나가가 제대로 생활을 영위할 수 있는 지역의 최대를 표현하는 개념
  - 한계선 이상으로 온 나가는 난로, 소드락, 흑사자 모피를 비롯한 다양한 방법으로 체온을 유지해야 한다.
- 허물벗기
  - 일정 기간마다 허물을 벗어 목욕을 비롯한 위생 관리를 대신한다.
  - 허물벗기를 하므로 나이가 쉽게 짐작되지 않는다. 나이가 너무 많으면 허물이 불완전하게 남아서 대충 짐작된다.
  - 남성 나가는 허물벗기에 수치심을 강하게 느끼므로 실내에서 한다.
- 정신억압자
  - 일부 나가는 정신억압이라는 능력으로 타인을 조종하거나 사냥감을 잡는다.
  - 뱀부리미
    - 뱀을 정신억압해서 뱀단지에 든 뱀을 다른 지역의 뱀단지의 뱀과 공명시켜 통신하는 장치를 다루는 이들이다.
- 심장적출식
  - 심장적출을 한 나가는 반불사 상태의 신체가 된다.
  - 샤나가 성(星)이 달 뒤로 숨는 시기에 22세 된 나가는 심장탑으로 모여서 심장적출식을 받는다.
    - 여성 나가는 가문으로 돌아간다.
    - 남성 나가는 성씨를 잃고 출가외인이 된다.

  - 비에나가
    - 심장적출을 제 나이에 받지 못하고 심장이 남은 나가
    - 가문도 없는 남성 비에나가는 다른 나가에게 표적이 되어 잡아먹힌다.
- 가문 평의회
  - 나가 가문들이 모인 평의회로 정치적 안건들을 결정한다.

## 같이 보기
- 눈물을 마시는 새